# Блумсбург (Пенсільванія)
Блумсбург (англ. Bloomsburg) — місто (англ. borough) в США, адміністративниЙ центр округу Колумбія на сході штату Пенсільванія. Населення — 12 711 особа (2020).
Блумсбург — невелике місто (англ. town) в штаті Пенсільванія, США. Є адміністративним центром округу Колумбія. Населення — 14 855 осіб (за переписом 2010).

## Географія
Блумсбург розташований за координатами 41°0′10″ пн. ш. 76°27′24″ зх. д. / 41.00278° пн. ш. 76.45667° зх. д. (41.002717, -76.456580). За даними Бюро перепису населення США в 2010 році місто мало площу 12,14 км², з яких 11,27 км² — суходіл та 0,88 км² — водойми.

## Демографія
Згідно з переписом 2010 року, у місті мешкало 14 855 осіб у 4746 домогосподарствах у складі 1714 родин. Густота населення становила 1223 особи/км². Було 5121 помешкання (422/км²).
Расовий склад населення:
| - 89,6 % — білих - 6,2 % — чорних або афроамериканців - 1,6 % — азіатів - 0,1 % — корінних американців - 1,2 % — осіб інших рас |

До двох чи більше рас належало 1,4 %. Частка іспаномовних становила 3,4 % від усіх жителів.
За віковим діапазоном населення розподілялося таким чином: 10,2 % — особи молодші 18 років, 80,8 % — особи у віці 18—64 років, 9,0 % — особи у віці 65 років та старші. Медіана віку мешканця становила 22,0 року. На 100 осіб жіночої статі у місті припадало 82,5 чоловіків; на 100 жінок у віці від 18 років та старших — 80,1 чоловіків також старших 18 років.
Середній дохід на одне домашнє господарство становив 49 229 доларів США (медіана — 28 071), а середній дохід на одну сім'ю — 71 749 доларів (медіана — 49 620). Медіана доходів становила 35 453 долари для чоловіків та 31 485 доларів для жінок. За межею бідності перебувало 34,1 % осіб, у тому числі 16,1 % дітей у віці до 18 років та 11,6 % осіб у віці 65 років та старших.
Цивільне працевлаштоване населення становило 5649 осіб. Основні галузі зайнятості: освіта, охорона здоров'я та соціальна допомога — 31,3 %, мистецтво, розваги та відпочинок — 18,3 %, роздрібна торгівля — 14,6 %.